# Myrtenheiden
Die Myrtenheiden (Melaleuca) sind eine Pflanzengattung in der Familie der Myrtengewächse (Myrtaceae).

## Beschreibung

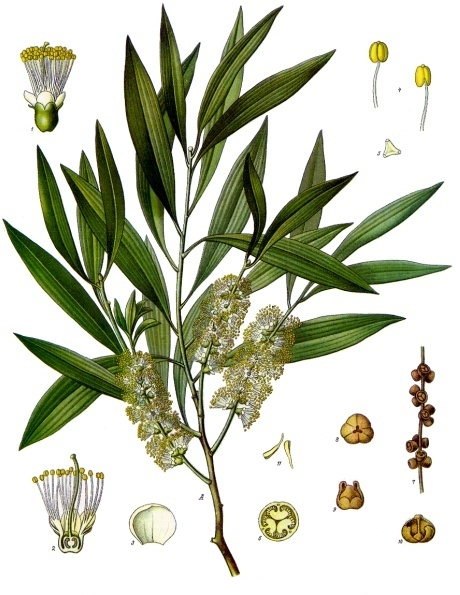
Illustration von Melaleuca leucadendra

### Vegetative Merkmale
Melaleuca-Arten sind immergrüne Sträucher oder Bäume, die je nach Art Wuchshöhen von 1 bis 25 Meter erreichen. Sie enthalten ätherische Öle. Die gegenständig, wechselständig bis unregelmäßig angeordneten Laubblätter sind gestielt oder sitzend und ledrig.

### Generative Merkmale
Wenige bis viele Blüten stehen in seiten- oder endständigen, einfachen oder zusammengesetzten, ährigen, traubigen oder kopfigen Blütenstände zusammen. Es sind Hochblätter vorhanden. Die Blüten sind kurz gestielt oder sitzend.
Die eingeschlechtigen oder zwittrigen, radiärsymmetrischen Blüten sind fünfzählig mit doppelter Blütenhülle (Perianth). Fünf relativ kleine Kelchblätter sind verwachsen oder sie fehlen. Die fünf Kronblätter sind frei. Viele Staubblätter sind zu fünf Bündeln zusammengefasst. Es ist ein Diskus vorhanden. Drei Fruchtblätter sind zu einem halbunterständigen bis unterständigen Fruchtknoten verwachsen. Der einzelne behaarte oder unbehaarte Griffel endet meist mit einer kopfigen Narbe.
Die harten Kapselfrüchte enthalten wenige bis viele Samen.

## Ökologie
Die Bestäubung erfolgt durch Insekten (Entomophilie) oder Vögel (Ornithophilie).

## Systematik
Die Gattung Melaleuca wurde 1767 durch Carl von Linné aufgestellt. Der Gattungsname Melaleuca ist aus den griechischen Worten μέλας mélas für dunkel oder „schwarz“ und λευκός leukós für „weiß“ abgeleitet und bezieht sich auf die typische Borke. Typusart ist Melaleuca leucadendra (L.) L. Synonyme für Melaleuca L. nom. cons. sind: Myrtoleucodendron Burm. ex Kuntze nom. superfl., Cajuputi Adans. ex A.Lyons nom. superfl., Kajuputi Adans. nom. rej., Calothamnus Labill., Beaufortia R.Br., Billottia Colla, Baudinia Lesch. ex DC., Lamarchea Gaudich., Lamarkea Rchb. orth. var., Conothamnus Lindl., Eremaea Lindl., Manglesia Lindl., Ozandra Raf., Schizopleura Endl., Gymnagathis Schauer, Regelia Schauer, Trichobasis Turcz. nom. illeg., Phymatocarpus F.Muell., Meladendron St.-Lag., Melaleucon St.-Lag. orth. var., Melanoleuce St.-Lag. orth. var., Eremaeopsis Kuntze, Petraeomyrtus Craven.
Die Gattung Melaleuca gehört zur Tribus Melaleuceae in der Unterfamilie Myrtoideae innerhalb der Familie Myrtaceae. Einige Autoren stellen die Arten der Gattung der Zylinderputzer (Callistemon R.Br.) auch in die Gattung Melaleuca, dies wird kontrovers diskutiert.
| - Melaleuca acacioides F.Muell. - Melaleuca acuminata F.Muell. - Melaleuca acutifolia (Benth.) Craven & Lepschi - Melaleuca adenostyla K.J.Cowley - Melaleuca adnata Turcz. - Melaleuca aestuosa G.Forst. - Melaleuca agathosmoides C.A.Gardner - Melaleuca alsophila A.Cunn. ex Benth. - Australischer Teebaum (Melaleuca alternifolia (Maiden & Betche) Cheel) - Melaleuca amydra Craven - Melaleuca apodocephala Turcz. - Melaleuca apostiba K.J.Cowley - Melaleuca araucarioides Barlow - Melaleuca arcana S.T.Blake - Melaleuca ×arenicola S.Moore - Melaleuca argentea W.Fitzg. - Armring-Myrtenheide (Melaleuca armillaris (Sol. ex Gaertn.) Sm.) - Melaleuca aspalathoides Schauer - Melaleuca atroviridis Craven & Lepschi - Melaleuca barlowii Craven - Melaleuca basicephala Benth. - Melaleuca beardii Craven - Melaleuca biconvexa Byrnes - Melaleuca bisulcata F.Muell. - Melaleuca blaeriifolia Turcz. - Melaleuca boeophylla Craven - Melaleuca borealis Craven - Melaleuca bracteata F.Muell. - Melaleuca bracteosa Turcz. - Melaleuca brevifolia Turcz. - Melaleuca brevisepala (J.W.Dawson) Craven & J.W.Dawson - Melaleuca bromelioides Barlow - Melaleuca brongniartii Däniker - Melaleuca brophyi Craven - Melaleuca buseana (Guillaumin) Craven & J.W.Dawson - Melaleuca caeca Craven - Teebaum, Kajeputbaum, Cajeputbaum (Melaleuca cajuputi Powell) - Melaleuca calcicola (Barlow ex Craven) Craven & Lepschi - Melaleuca calothamnoides F.Muell. - Melaleuca calycina R.Br. - Melaleuca calyptroides Craven - Melaleuca campanae Craven - Melaleuca camptoclada F.C.Quinn - Melaleuca capitata Cheel - Melaleuca cardiophylla F.Muell. - Melaleuca carrii Craven - Melaleuca cheelii C.T.White - Melaleuca ciliosa Turcz. - Melaleuca citrolens Barlow - Melaleuca clarksonii Barlow - Melaleuca clavifolia Craven - Melaleuca cliffortioides Diels - Melaleuca coccinea A.S.George - Melaleuca concinna Turcz. - Melaleuca concreta F.Muell. - Melaleuca condylosa Craven - Melaleuca conothamnoides C.A.Gardner - Melaleuca cordata Turcz. - Melaleuca cornucopiae Byrnes - Melaleuca coronicarpa D.A.Herb. - Melaleuca croxfordiae Craven - Melaleuca ctenoides F.C.Quinn - Melaleuca cucullata Turcz. - Melaleuca cuticularis Labill. - Melaleuca dawsonii Craven - Melaleuca dealbata S.T.Blake - Melaleuca deanei F.Muell. - Melaleuca decora (Salisb.) Britten - Kreuzgegenständige Myrtenheide (Melaleuca decussata R.Br.) - Melaleuca delta Craven - Melaleuca dempta (Barlow) Craven - Dichte Myrtenheide (Melaleuca densa R.Br.) - Melaleuca densispicata Byrnes - Melaleuca depauperata Turcz. - Melaleuca depressa Diels - Melaleuca dichroma Craven & Lepschi - Melaleuca diosmatifolia Dum.Cours. - Diosmablättrige Myrtenheide (Melaleuca diosmifolia Andrews) - Melaleuca dissitiflora F.Muell. - Melaleuca eleuterostachya F.Muell. - Melaleuca elliptica Labill. - Erikablättrige Myrtenheide (Melaleuca ericifolia Sm.) - Melaleuca erubescens Nees - Melaleuca eulobata Craven - Melaleuca eurystoma Craven - Melaleuca eximia (K.J.Cowley) Craven - Melaleuca exuvia Craven & Lepschi - Melaleuca fabri Craven - Melaleuca ferruginea Craven & Cowie - Melaleuca filifolia F.Muell. - Melaleuca fissurata Barlow - Melaleuca fluviatilis Barlow - Melaleuca foliolosa A.Cunn. ex Benth. - Melaleuca fulgens R.Br. - Melaleuca genialis Lepschi - Melaleuca gibbosa Labill. - Melaleuca glaberrima F.Muell. - Melaleuca glauca (Sweet) Craven (Syn.: Callistemon glaucus Sweet, Callistemon speciosus (Sims) Colvill ex Sweet, Melaleuca paludosa R.Br., Metrosideros glauca Bonpl. nom. illeg.) - Melaleuca glena Craven - Melaleuca globifera R.Br. - Melaleuca glomerata F.Muell. - Melaleuca gnidioides Brongn. & Gris - Melaleuca grieveana Craven - Melaleuca groveana Cheel & C.T.White - Melaleuca halmaturorum F.Muell. ex Miq. - Melaleuca halophila Craven - Melaleuca hamata Field. & G.A.Gardner - Melaleuca hamulosa Turcz. - Melaleuca haplantha Barlow - Melaleuca hemisticta S.T.Blake ex Craven - Melaleuca hnatiukii Craven - Melaleuca hollidayi Craven - Melaleuca holosericea Schauer - Melaleuca howeana Cheel - Melaleuca huegelii Endl. - Melaleuca huttensis Craven - Johanniskrautblättrige Myrtenheide (Melaleuca hypericifolia Sm.) - Melaleuca idana Craven - Melaleuca incana R.Br. - Melaleuca interioris Craven & Lepschi - Melaleuca irbyana F.Muell. ex R.T.Baker - Melaleuca johnsonii Craven - Melaleuca keigheryi Craven - Melaleuca kunzeoides Byrnes - Melaleuca laetifica Craven - Melaleuca lanceolata Otto - Melaleuca lara Craven - Melaleuca lasiandra F.Muell. - Melaleuca lateralis Turcz. - Melaleuca lateriflora Benth. - Melaleuca lateritia A.Dietr. - Melaleuca laxiflora Turcz. - Melaleuca lazaridis Craven - Melaleuca lecanantha Barlow - Melaleuca leiocarpa F.Muell. - Melaleuca leiopyxis F.Muell. ex Benth. - Melaleuca leptospermoides Schauer - Silberbaum-Myrtenheide, Kajeputbaum, Cajeputbaum, Teebaum (Melaleuca leucadendra (L.) L.) - Melaleuca leuropoma Craven - Teebaum (Melaleuca linariifolia Sm.) - Melaleuca linguiformis Craven - Melaleuca linophylla F.Muell. - Melaleuca longistaminea (F.Muell.) Barlow ex Craven - Melaleuca lutea Craven - Melaleuca macronychia Turcz. - Melaleuca manglesii Schauer - Melaleuca megacephala F.Muell. - Melaleuca megalongensis Craven & S.M.Douglas - Melaleuca micromera Schauer - Melaleuca microphylla Sm. - Melaleuca minutifolia F.Muell. - Melaleuca monantha (Barlow) Craven - Melaleuca montis-zamiae Craven - Melaleuca nanophylla Carrick - Melaleuca nematophylla F.Muell. ex Craven - Melaleuca nervosa (Lindl.) Cheel - Insel-Myrtenheide (Melaleuca nesophila F.Muell.) - Melaleuca nodosa (Sol. ex Gaertn.) Sm. - Melaleuca ochroma Lepschi - Melaleuca oldfieldii F.Muell. - Melaleuca orbicularis Craven - Melaleuca ordinifolia Barlow - Melaleuca osullivanii Craven & Lepschi - Melaleuca oxyphylla Carrick - Melaleuca pallescens Byrnes - Melaleuca pancheri (Brongn. & Gris) Craven & J.W.Dawson - Melaleuca papillosa Craven - Melaleuca parviceps Lindl. - Melaleuca parvistaminea Byrnes - Melaleuca pauciflora Turcz. - Melaleuca pauperiflora F.Muell. - Melaleuca penicula (K.J.Cowley) Craven - Melaleuca pentagona Labill. - Melaleuca phatra Craven - Melaleuca phoidophylla Barlow ex Craven - Melaleuca platycalyx Diels - Melaleuca plumea Craven - Melaleuca podiocarpa Barlow ex Craven - Melaleuca polycephala Benth. - Melaleuca pomphostoma Barlow - Melaleuca preissiana Schauer - Melaleuca pritzelii (Domin) Barlow - Melaleuca procera Craven - Melaleuca propinqua Schauer - Melaleuca protrusa Craven & Lepschi - Melaleuca psammophila Diels - Niedliche Myrtenheide (Melaleuca pulchella R.Br.) - Melaleuca pungens Schauer - Melaleuca pustulata Hook. f. - Melaleuca pyramidalis Craven - Melaleuca quadrifaria F.Muell. - Melaleuca quercina Craven - Teebaum oder Niaulibaum (Melaleuca quinquenervia (Cav.) S.T.Blake) - Melaleuca radula Lindl. - Melaleuca rhaphiophylla Schauer - Melaleuca rigidifolia Turcz. - Melaleuca ringens Barlow - Melaleuca ryeae Craven - Melaleuca sabrina Craven - Melaleuca saligna Schauer - Melaleuca sapientes Craven - Melaleuca scabra R.Br. - Melaleuca scalena Craven & Lepschi - Melaleuca sciotostyla Barlow - Melaleuca sclerophylla Diels - Melaleuca sculponeata Barlow - Melaleuca seriata Lindl. - Melaleuca sericea Byrnes - Melaleuca serpentina Craven - Melaleuca sheathiana W.Fitzg. - Melaleuca sieberi Schauer - Melaleuca similis Craven - Melaleuca societatis Craven - Melaleuca sophisma Lepschi - Melaleuca sparsiflora Turcz. - Melaleuca spathulata Schauer - Melaleuca spectabilis (Barlow ex Craven) Craven & Lepschi - Melaleuca sphaerodendra Craven & J.W.Dawson - Melaleuca spicigera S.Moore - Melaleuca squamea Labill. - Melaleuca squamophloia (Byrnes) Craven - Melaleuca squarrosa Sm. - Melaleuca stenostachya S.T.Blake - Melaleuca stereophloia Craven - Melaleuca stipitata Craven - Melaleuca stramentosa Craven - Melaleuca striata Labill. - Melaleuca strobophylla Barlow - Stapheliaähnliche Myrtenheide (Melaleuca styphelioides Sm.) - Melaleuca subalaris Barlow - Melaleuca suberosa (Schauer) C.A.Gardner - Melaleuca subfalcata Turcz. - Melaleuca subtrigona Schauer - Melaleuca sylvana Craven & A.J.Ford - Melaleuca systena Craven - Melaleuca tamariscina Hook. - Melaleuca teretifolia Endl. - Melaleuca teuthidoides Barlow - Melaleuca thapsina Craven - Melaleuca thymifolia Sm. - Melaleuca thymoides Labill. - Melaleuca thyoides Turcz. - Melaleuca tinkeri Craven - Melaleuca torquata Barlow - Melaleuca tortifolia Byrnes - Melaleuca trichophylla Lindl. - Melaleuca trichostachya Lindl. - Melaleuca triumphalis Craven - Melaleuca tuberculata Schauer - Melaleuca ulicoides Craven & Lepschi - Teebaum (Melaleuca uncinata R.Br.) - Melaleuca undulata Benth. - Melaleuca urceolaris F.Muell. ex Benth. - Melaleuca uxorum Craven, G.Holmes & Sankowsky - Melaleuca venusta Craven - Melaleuca villosisepala Craven - Melaleuca viminea Lindl. - Melaleuca vinnula Craven & Lepschi - Melaleuca violacea Schauer - Niaulibaum oder Teebaum (Melaleuca viridiflora Sol. ex Gaertn.) - Melaleuca wilsonii F.Muell. - Melaleuca wonganensis Craven - Melaleuca xerophila Barlow - Melaleuca zeteticorum Craven & Lepschi - Melaleuca zonalis Craven |

## Weiterführende Literatur
- L. A. Craven, R. D. Edwards, K. J. Cowley: New combinations and names in Melaleuca (Myrtaceae). In: Taxon, Volume 63, Issue 3, 2014, S. 663–670. doi:10.12705/633.38